# Sicale de Raimondi
Sicalis raimondii
Espèce
Statut de conservation UICN

 LC  : Préoccupation mineure
Le Sicale de Raimondi (Sicalis raimondii) est une espèce de passereaux appartenant à la famille des Thraupidae.

## Répartition
Il est endémique au Pérou.